# Herb Mariampola

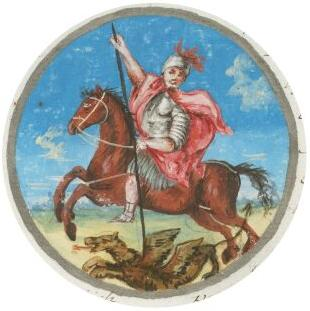
Dawny herb miasta

Herb Mariampola – herb, symbol miasta Mariampol, ustanowiony 18 grudnia 1997 dekretem przez ówczesnego prezydenta Litwy, Algirdasa Brazauskasa.
Pierwszy herb Mariampola został ustanowiony przez Stanisława Augusta Poniatowskiego 23 lutego 1792 i przedstawiał św. Jerzego na koniu, walczącego ze smokiem.
Obecny herb przedstawia św. Jerzego, siędzącego na brązowym koniu, trzymającego w ręku srebrną włócznię, walczącego z czarnym smokiem, na złotym tle.